# Strašidelná povídka
Strašidelná nebo také hororová povídka (z ang. horror – hrůza, zděšení). Jedná se o druh literárního nebo folklorního žánru kratšího rozsahu než hororového románu. Jedná se o silně emotivní příběhy, jejichž hlavním cílem je vyvolat ve čtenáři či posluchači pocit strachu, napětí nebo děsu. Na rozdíl od románového pojetí hororového příběhu umožňuje povídka soustředění na jednu dějovou linii s překvapivým rozuzlením.

## Historie
Slovo horor používáme zhruba od 60. let 20. století k označení literárních i filmových děl s fantastickým námětem a dějem, při kterém běhá čtenáři mráz po zádech. Historie tohoto žánru však sahá mnohem hlouběji do minulosti. Lidé se odjakživa nejen rádi smáli, ale též báli (hlavně když přitom jim samým v daný moment nic nehrozilo). Děsivé situace se vyskytují i v nejstarších zaznamenaných příbězích. Mnoho mýtů a legend používá scénáře užívané pozdějšími autory hororů. Příkladem mohou být příběhy o démonech a upírech ve starých babylónských, indických, čínských a japonských mýtech a folklóru, stejně jako např. pohádky bratří Grimmů. 
Jednotlivé příběhy měly krátkou formu, aby došlo k rychlejšímu ataku na posluchačovy emoce a vyvolal se v něm pocit strachu. Jednalo se tedy zejména o příběhy, kde po úvodu dojde k rychlému zvratu a následné děsivé pointě. Mnoho takových povídek se nám zachovalo dodnes. Velice populární jsou např. v kolektivu dětí, které si děsivými vyprávěními zpestřují večery u táboráku nebo ve škole. Velká akcelerace rozvoje hororu proběhla na počátku 20. století, kdy vznikl i časopis zaměřený na hororové příběhy – „Weird Tales“. .

## Dělení
Strašidelnou povídku můžeme najít ve dvou základních podobách – fantastická a realistická. Jak už oba názvy napovídají, rozdíl mezi těmito druhy spočívá zejména v pravdivosti a realističnosti jednotlivých povídek. Zatímco ve fantastické hororové povídce vystupují nereálné, smyšlené a nadpřirozené bytosti (upíři, vlkodlaci, duchové, démoni, zombie, apod.) v té realistické pak autor pracuje s reálnými osobami (vrahové, děsivé skutečné osobnosti, zlé děti, psychopati, apod.). Je obecně známé, že realistická hororová povídka zapůsobí na čtenáře nebo posluchače mnohem silněji. Reálný podklad, na kterém je historka vystavěna (často se dokonce jedná o skutečnou událost), dokáže vyvolat nemalý pocit ohrožení. To však neznamená, že je proto realistická strašidelná povídka oblíbenější než ta fantastická. Někteří milovníci hororu raději preferují onu mystičnost a záhadnost, kterou jim naopak nabízí fantastická strašidelná povídka.

## Žánry
- Ghost stories (duchařské povídky) – je to jeden z nejoblíbenějších žánrů hororových povídek. Jsou to klasické duchařské příběhy, které jsou typické svou silnou nadpřirozenou atmosférou, aniž by prostředí, ve kterém se příběh odehrává, bylo vyloženě děsivé (kromě hřbitovů jsou to různá stará obydlí, dětské pokoje, močály, lesy, apod.). Jsou to právě duchařské povídky, původem z Anglie, které jsou tolik oblíbené mezi mládeží. Typickým příkladem může být například vyprávění o duchu Boženy Němcové, které je populární v kolektivu mladých děvčat.
- Gotické povídky – pracují jen s některými prvky hororu a prostředím, které je pro horor klasické (staré opuštěné hrady, hromadná pohřebiště apod.). Jejich historie spadá do první poloviny 18. století.
- Splatter horor – pravděpodobně nejmorbidnější hororové vyprávění (z ang. splatter – cákanec). Účelem těchto povídek je do detailu popsat destrukci lidského nebo zvířecího těla (čím více krve a vnitřností, tím lépe).
- Slasher horor - hlavní postavou je psychopatický masový vrah, který za určité krátké období vyvraždí velké množství lidí, které jsou často uvězněny na jednom místě.[3]
- Religion's horor – hororové povídky, které ve svém kontextu souvisí s náboženstvím. V našem prostředí se nejčastěji jedná o křesťanství a s ním spojenou otázku např. exorcismu apod.